# Яшкін Артем Олександрович
Артем Олександрович Яшкін (* 29 квітня 1975, Вологда, РРФСР, СРСР) — колишній український та російський футболіст, півзахисник, відомий за виступами у складі київського «Динамо» та національної збірної України.

## Клубна кар'єра
Вихованець російського футболу. На дорослому рівні дебютував в сезоні 1992 року у складі ярославського «Шинника». Того ж року команда вибула до першої ліги чемпіонату Росії і наступні чотири сезони гравець виступав у цьому другому за силою дивізіоні національного чемпіонату.
Перед початком сезону 1997 року перейшов до іншого представника російської першої ліги — «Уралана»
з Елісти, разом з яким виборов право виступів у розіграші вищої ліги сезону 1998. До Елісти гравець прибув на запрошення головного тренера команди, українського спеціаліста Павла Яковенка, який свого часу виступав за київське «Динамо» під керівництвом Валерія Лобановського. 1998 року молодий тренер порекомендував своєму вчителю, який на той час знову очолював «Динамо», звернути увагу на гравця «Уралана» Сергія Кормильцева. За результатами перегляду однієї з ігор «Уралана» запрошення до Києва отримали як Кормильцев, так й Яшкін.
У київському клубі дебютував 11 березня 1999 року у грі чемпіонату проти маріупольського «Металурга» і досить швидко здобув прихильність динамівських вболівальників, отримавши прізвисько «другий Заваров». Порівняння з легендарним півзахисником «Динамо» 1980-х було викликане не лише схожою зовнішністю (невисокий зріст, худорлява статура та довге волосся), але й подібністю ігрового амплуа креативного півзахисника, а також тяготінням до технічної індивідуальної гри. Саме надмірне захоплення індивідуальною грою вважається одним з факторів, через які гравець поступово втратив місце в основному складі «Динамо», в якому наголос робився на побудові злагоджених командних дій. Усього провів у «Динамо» три сезони, останні півроку граючи здебільшого за другу команду клубу. 2001 року залишив київський клуб через конфлікт з тренерським штабом, представники якого вбачали у низці послідовних захворювань гравця під час тренувальних зборів небажання працювати на тренуваннях.
Після «Динамо» повернувся до «Шинника», в якому розпочинав кар'єру, у складі ярославської команди провів 2002 року усього 3 матчі. 2003 року знову грав у Києві, цього разу за «Арсенал», у складі якого лише одного разу вийшов на заміну в офіційному матчі. Протягом 2004—2005 років грав в Азії, спочатку за південно-корейський клуб «Бучеон», а згодом за «Донгтхап» з В'єтнаму.
Наприкінці 2005 року ненадовго повернувся до України, уклавши контракт з одеським «Чорноморцем», у складі головної команди якого лише шість разів виходив на поле в матчах чемпіонату України навесні 2006 року.
Того ж 2006 року переїхав до Латвії, де захищав кольори команди місцевого «Дінабурга», а згодом «Даугави». 2009 року ці дві команди з Даугавпілса об'єдналися під назвою «Дінабург», цей об'єднаний клуб і став останнім у професійній футбольній кар'єрі гравця.
2009 року повернувся до України. Як і багато колишніх «динамівців» трохи пограв на аматорському рівні у складі команди «Ірпінь» з Гореничів.

## Тренерська кар'єра
Працював тренером з техніки, у 2015 році тренером команди «Динамо» (U-17), з 2017 року тренер «Динамо» (U-16) у ДЮФШ «Динамо» імені Валерія Лобановського.

## Виступи за збірну
Невдовзі після переїзду до Києва отримав пропозицію від Валерія Лобановського, який тоді одночасно очолював київське «Динамо» і національну збірну України, змінити громадянство та виступати за українську збірну. Приставши на цю пропозицію, Яшкін вже 2 вересня 2000 року дебютував у складі збірної України в матчі проти збірної Польщі. Усього протягом 2000—2001 років відіграв у восьми матчах збірної, більшість з яких — в рамках квалфікаційного турніру до чемпіонату світу 2002 року. Перестав залучатися до ігор збірної, втративши місце в основі «Динамо».
Артем Яшкін є гравцем національної збірної України серед ветеранів

### Матчі у складі збірної України
| Дата       | Місто   | Господарі | Результат  | Гості    | Турнір            | Голи | Примітки         |
| ---------- | ------- | --------- | ---------- | -------- | ----------------- | ---- | ---------------- |
| 02/09/2000 | Київ    | Україна   | 1 – 3      | Польща   | Відбір до ЧС 2002 | -    | Вийшов на 62'    |
| 07/10/2000 | Єреван  | Вірменія  | 2 – 3      | Україна  | Відбір до ЧС 2002 | -    | Вийшов на 46'    |
| 11/10/2000 | Осло    | Норвегія  | 0 – 1      | Україна  | Відбір до ЧС 2002 | -    | Вийшов на 50'    |
| 26/02/2001 | Нікосія | Румунія   | 1 – 0 д.ч. | Україна  | товариський матч  | -    |                  |
| 28/02/2001 | Ларнака | Кіпр      | 4 – 3 д.ч. | Україна  | товариський матч  | -    | Замінений на 81' |
| 24/03/2001 | Київ    | Україна   | 0 – 0      | Білорусь | Відбір до ЧС 2002 | -    |                  |
| 28/03/2001 | Кардіфф | Уельс     | 1 – 1      | Україна  | Відбір до ЧС 2002 | -    |                  |
| 02/06/2001 | Київ    | Україна   | 0 – 0      | Норвегія | Відбір до ЧС 2002 | -    | Замінений на 46' |
| Усього     |         | Матчів    | 8          |          | Голів             | 0    |                  |

## Досягнення
- Чемпіон України (3): 1998-99, 1999-00, 2000-01
- Володар Кубка України: 1998-99, 1999-00
- Чемпіон Латвії (2): 2006, 2007
- Володар Кубка Латвії (2): 2007, 2008
- Включений до переліку «33 найкращі футболісти України»: 2000

## У поезії
У книзі «Сценами разноголосно. Стихотворения» (2003) українського поета та економіста Євгена Юхниці є вірш «Яшкін та п'ятирічна глядачка» (в оригіналі «Яшкин и пятилетняя зрительница»), який створено на Стадіоні «Динамо» імені Валерія Лобановського.